# An Sơn (Quảng Nam)
An Sơn is een phường van Tam Kỳ, de hoofdstad van de provincie Quảng Nam.
An Sơn ligt op de westelijke oever van de Tam Kỳ.